# Ahero
Ahero is een plaats in het district Nyando in de Keniaanse provincie Nyanza. Er wonen 7890 mensen (peildatum 1999). De plaats ligt 20 km ten oosten van de provinciehoofdstad Kisumu. Twee hoofdwegen kruisen bij Ahero, dat zijn de B3 uit Nakuru naar Kisumu en de A1 vanaf de Tanzaniaanse grens. De Nyandorivier stroomt door het centrum van Ahero.
Men leeft voornamelijk van landbouw, waaronder rijstvelden.